# Emathis sobara
Emathis sobara is een spinnensoort in de taxonomische indeling van de springspinnen (Salticidae).
Het dier behoort tot het geslacht Emathis. De wetenschappelijke naam van de soort werd voor het eerst geldig gepubliceerd in 1890 door Thorell.

## Voorkomen
De soort komt voor in Sumatra.